# Gandolf Blaník
Gandolf Blaník OFM (před rokem 1715 – 1779), též Gandulf, latinsky Gandolphus / Gandulphus Blanik byl františkán německého jazyka působící zejména na Moravě, odkud snad i pocházel. Jako kazatel a kvardián působil v konventu v Kroměříži.
P. Blaník byl autorem ve čtyřech dílech vydaného biografického souboru významných františkánských osobností a světců Thesaurus Franciscanus. Na každý den v roce přiřadil jednu postavu a dílo tedy mělo sloužit k pravidelnému rozjímání nad tímto „pokladem“ všech františkánských řádů a spirituality. Dílo vytiskl ve Znojmě tiskař Antonín Jan Preiss asi v roce 1773. Podkladem pro zpracování tištěného díla byl Gandolfovi jeho osobní svazek, který si sestavil se stejnou strukturou (na každý den jeden) z mědirytových portrétů a na volná versa (rub) listů si připisoval související životopisné poznámky. Rytiny pro ilustrace do knihy si nechal dovézt z Vídně.
Gandolf Blaník zemřel jako jubilant řádových slibů v Kroměříži 26. června 1779.